# Un sorriso/Amore tenero
Un sorriso/Amore tenero è un singolo di Milva, pubblicato dalla Dischi Ricordi nel 1969. In entrambi i brani l'orchestra è diretta da Detto Mariano.

## Un sorriso
Un sorriso, è un brano musicale composto da Don Backy e Detto Mariano, terzo classificato al Festival di Sanremo 1969 nell'interpretazione di Milva e dello stesso autore.
La versione di Milva fu quella che riscosse minor successo. La cantante, nel 1968, aveva già inciso altri due brani di Don Backy pubblicati sullo stesso singolo, Canzone e La luna.
Il brano fu inserito nell'album omonimo.

## Amore tenero
Amore tenero è la canzone pubblicata sul lato B del singolo, scritta da Gualtiero Malgoni, Carlo Donida e Mogol. Anche questo brano fu inserito nell'album Un sorriso e venne utilizzato come sigla di chiusura dell'11ª edizione della trasmissione radiofonica Gran varietà, dove Milva era la cantante ospite fissa.

## Tracce
1. Un sorriso (testo: Don Backy – musica: Detto Mariano e Don Backy; edizioni musicali El' & Chris)
2. Amore tenero (testo: Mogol – musica: Gualtiero Malgoni, Carlo Donida; edizioni musicali Pegaso)